# فرانك فارينا (سياسي)
فرانك فارينا (بالإنجليزية: Frank Farina)‏ هو سياسي أمريكي، ولد في 11 يونيو 1976. حزبياً، نشط في الحزب الديمقراطي.